# Doudou
Doudou – wieś w południowej części Burkiny Faso. Leży w prowincji Poni (departament Gbomblora). W mieście znajdują się budowle ludu Lobi.